# Американские кукушки
Американские кукушки (лат. Coccyzus) — род птиц из семейства кукушек, которые обитают в Северной и Южной Америке и входят в состав подсемейства Coccyzinae.

## Описание и экология
Это птицы различных размеров со стройными телами, длинными хвостами и сильными ногами. У многих из них на подхвостье черно-белый узор. Они встречаются в различных типах лесных насаждений, лесов или мангровых зарослей.
Сoccyzus , в отличие от многих видов кукушек Старого Света, строят собственные гнезда на деревьях и откладывают по два яйца или более. Желтоклювая и черноклювая кукушки иногда откладывают яйца в гнезда других птиц, но не являются облигатными гнездовыми паразитами, как обыкновенная кукушка в Евразии.
Северные виды, такие как желтоклювая и черноклювая кукушки, — дальние мигранты, зимующие в Центральной или Южной Америке, а иногда залетающие и в Западную Европу в качестве редкого визитёра, но тропические кукушки рода Coccyzus ведут в основном оседлый образ жизни.
В период размножения это весьма голосистые птицы, чьи громкие крики раздаются постоянно. Они питаются крупными насекомыми, такими как цикады, осы, и гусеницами (в том числе покрытыми ядовитыми волосками и потому несъедобными для многих птиц). Ящеричные кукушки — крупные и сильные, они охотятся преимущественно на крупную добычу, в том числе позвоночных, особенно, как следует из названия, на ящериц.

## Систематика и состав рода
Роды Saurothera (ящеричные кукушки) и Hyetornis (также рассматривался как часть Piaya) Союз американских орнитологов объединил с родом Coccyzus в 2006 году.
С другой стороны, было обнаружено, что Coccycua cinerea и Coccycua pumila, в своё время выделенные в Micrococcyx, являются близкими родственниками малой пиайи, ранее в Piaya. Эти три вида теперь объединены в восстановленном роде последней из них — Coccycua.
В состав рода включают 13 видов:
- Coccyzus melacoryphus — Галапагосская американская кукушка
- Coccyzus americanus — Желтоклювая американская кукушка
- Coccyzus euleri — Жемчужногрудая американская кукушка
- Coccyzus minor — Мангровая американская кукушка
- Coccyzus ferrugineus
- Coccyzus erythropthalmus — Черноклювая американская кукушка
- Coccyzus lansbergi — Американская кукушка Лансберга
- Coccyzus pluvialis — Каштановобрюхая пиайа — вид ранее входил в род Piaya
- Coccyzus rufigularis — Доминиканская пиайа — вид ранее входил в род Piaya
- Coccyzus vetula — Ящеричная кукушка — вид ранее входил в род Saurothera
- Coccyzus merlini — Большая ящеричная кукушка — вид ранее входил в род Saurothera
- Coccyzus vieilloti — Пуэрториканская американская кукушка[3]
- Coccyzus longirostris — Гаитянская американская кукушка[4]